# Лала (висота)
39°24′31″ пн. ш. 47°16′07″ сх. д. / 39.40851° пн. ш. 47.26869° сх. д.

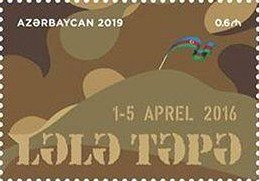

Лала або Лала Ілахі (азерб. Lələ Təpə, Lalə İlahi Təpə) — пагорб висотою 271,1 м, що знаходиться у Джебраїльському районі Азербайджанської Республіки, за 2,9 км на північний захід від покинутого села Джоджуґ-Мерджанли.
Висота має стратегічне значення, через що була одним із полів бою під час Карабаського конфлікту. Бій за висоту відбувся 11—12 лютого 1994 року, після чого вона на тривалий час перейшла під контроль невизнаної Нагірно-Карабаської Республіки.
Після поновлення боїв у квітні 2016 пагорб Лала перейшов під фактичний контроль Збройних сил Азербайджану. Цей факт було підтверджено журналістами інформаційної агенції Франс Прес.
Звільнення пагорбу Лала — це єдина операція, проведена азербайджанською армією на півдні окупованої території. Основні зусилля були покладені на звільнення сіл Талиш і Сейсулан, а також панівних висот на півночі регіону.